# 120 Collins Street
120 Collins Street ist ein 264 Meter hoher Wolkenkratzer in Melbourne (Victoria, Australien). Das zwischen 1989 und 1991 erbaute Gebäude ist der dritthöchste Wolkenkratzer in Australien und der zweithöchste in Melbourne sowie das höchste Bürogebäude in Australien. Es besitzt 52 Etagen, von denen die unteren 50 Büroetagen sind.